# Lesione polmonare acuta correlata alla trasfusione
La TRALI (dall'inglese Transfusion-Related Acute Lung Injury: lesione polmonare acuta correlata alla trasfusione) è una grave complicanza trasfusionale caratterizzata dall'insorgenza acuta di edema polmonare non cardiogeno, che si presenta con ipossia, a seguito di trasfusione di emocomponenti.
La TRALI è tipicamente associata agli emocomponenti contenenti plasma, come il plasma fresco congelato ma può verificarsi anche dopo trasfusione di globuli rossi concentrati, sia in pazienti adulti che pediatrici.
Sebbene l'incidenza della TRALI sia diminuita con le pratiche trasfusionali recenti, è la principale causa di decessi correlati alle trasfusioni.

## Epidemiologia
La vera incidenza della TRALI è sconosciuta a causa della difficoltà nel fare la diagnosi, e perché misconosciuta; si stima che si verifichi circa una volta ogni 1300-5000 trasfusioni di plasma.
La forma immunomediata della TRALI si verifica circa una volta ogni 5000 trasfusioni e ha una mortalità del 6-9%.

## Eziopatogenesi
La causa della TRALI non è attualmente completamente compresa.

### L'ipotesi immunitaria
Si ritiene che l'80-85% dei casi sia immuno-mediato; sono stati considerati implicati gli anticorpi anti-HLA o anti-HNA.
Le donne pluripare sviluppano questi anticorpi attraverso l'esposizione al sangue fetale; anche una precedente trasfusione o trapianto può portare alla sensibilizzazione del donatore. Si ritiene che la trasfusione di emocomponenti ottenuti da questi donatori comporti un rischio maggiore di indurre TRALI immuno-mediata.
Per essere a rischio di TRALI attraverso questo meccanismo, il ricevente del sangue deve esprimere gli specifici recettori HLA o HNA verso i quali il donatore coinvolto ha formato gli anticorpi.
È stata suggerita un'ipotesi a due colpi in cui una patologia polmonare preesistente (cioè il primo colpo) porta alla localizzazione dei neutrofili nel microcircolo polmonare. Il secondo colpo si verifica quando i suddetti anticorpi vengono trasfusi e si attaccano in modo da attivare i neutrofili, portando al rilascio di citochine e sostanze vasoattive che inducono edema polmonare.
La AABB (ex American Association of Blood Banks) ha raccomandato che le banche del sangue inviino al frazionamento industriale gli emocomponenti ad alto volume di plasma provenienti da donatrici donne, invece che destinarli alla trasfusione, a causa del rischio più elevato di TRALI.

### L'ipotesi non immunitaria
Un meccanismo non immunitario è stato studiato e proposto da Silliman, che coinvolge l'accumulo di lipidi bioattivi negli emocomponenti (globuli rossi, piastrine, plasma) che possiedono capacità di attivazione dei neutrofili.